# Кажфингер, Серж
Серж Кажфингер (фр. Serge Cajfinger) — французский модельер, основатель компании по производству женской одежды и аксессуаров Paule Ka. Черпая вдохновение в геометрических формах, он называет свой стиль истинно французским, с добавлением чувственности и женственности, которым его научила Бразилия.  

## Биография
Серж Кажфингер родился в Лилле в 1955 году. Вскоре после этого семья переехала в Бразилию, где его отец руководил филиалом текстильной компании Lainière de Roubaix. В 1968 году он вернулся во Францию, на родину матери. Это возвращение стало для него настоящим культурным шоком. В 1970 году, после завершения учёбы в лицее Marcq-en-Baroeul, Серж начал заниматься оформлением витрин в родном городе, свои витрины начинающему декоратору доверил модный дом Yves Saint Laurent. В 1974 году благодаря поддержке матери и её сестры Паулы, Серж открыл в Лилле, на улице Sec-Arembault, свой собственный магазин под вывеской Paule Ka, где была представлена женская готовая одежда различных марок. Название было составлено из имени его тёти и первых двух букв собственной фамилии.
В 1983 году Серж, не имея специального образования, начал создавать собственные модели женской одежды. Первым созданным им платьем стал свадебный наряд для собственной сестры. В 1987 году он переезжает в Париж, где открывает в квартале Маре бутик женской одежды класса «люкс» под маркой Paule Ka. В 1998 году он также начинает создавать аксессуары для своих модных коллекций.
В 2007 году в модный дом Paule Ka через фонд Patrimoine et Création инвестирует государственный фонд Caisse des dépôts et consignations, после чего флагманский бутик марки переезжает на улицу Сент-Оноре, дом № 223. Также открывается ещё один магазин, в Каннах. 
В 2010 году модельер создаёт коллекцию для каталогов La Redoute, крупнейшей компании Франции, торгующей товарами по почте (модели были представлены манекенщицей Агнесс Дин). В том же году клиентками Кажфингера стали Кейт Миддлтон и певицы Дженнифер Лопес и Селена Гомес, для которых он создал оригинальные вечерние платья. В 2011 году в его марку инвестировала американская инвестиционная компания Change Capital Partners, что повело за собой открытие магазинов в разных городах Европы, в Китае, а также шоу-рума в Нью-Йорке (при этом фонд Patrimoine et Création вышел из предприятия, продав свои 17%, а под контролем Сержа и его семьи осталась доля всего в 30%).
30 июля 2014 года, вскоре после показа коллекции «осень-зима 2015», Серж Кажфингер заявил, что по обоюдному решению с финансовым руководством компании он покидает созданный им модный дом для того, чтобы сосредоточиться «на других собственных проектах». Его последней коллекцией в качестве артистического директора дома Paule Ka стала коллекция «весна-лето 2015», уже готовая к тому моменту.